# بول هاينريش فون غروت
بول هاينريش فون غروت (بالألمانية: Paul Heinrich von Groth)‏ (و. 1843 – 1927 م) هو عالم معادن، وأستاذ جامعي، وعالم بلورات ألماني، ولد في مغدبورغ، كان عضوًا في الجمعية الملكية، والأكاديمية الروسية للعلوم، والأكاديمية البافارية للعلوم والعلوم الإنسانية، وأكاديمية لينسيان، والأكاديمية الوطنية للعلوم، توفي في ميونخ، عن عمر يناهز 84 عاماً.

## التعليم

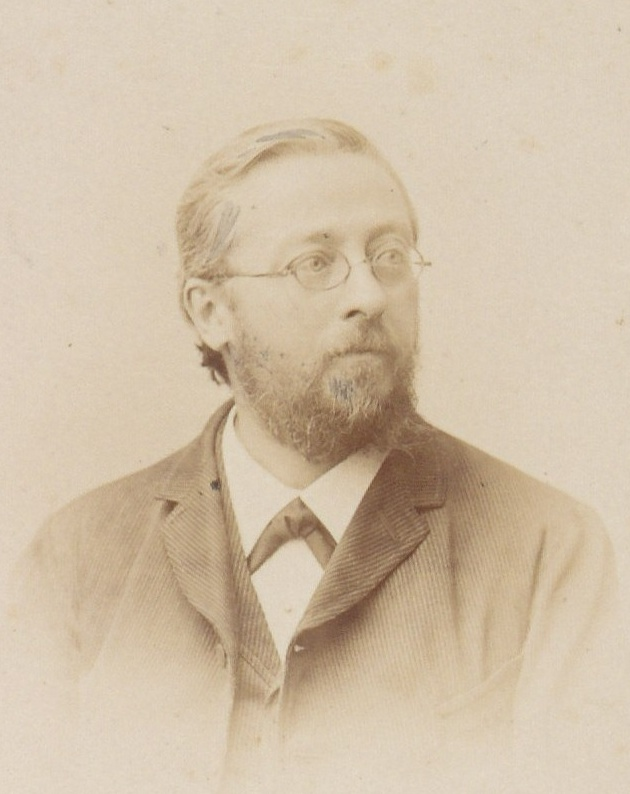
Paul Heinrich von Groth, c. 1898

تعلم في جامعة فرايبيرغ التكنولوجية
.

## جوائز
حصل على جوائز منها:
- ميدالية ولاستون (1908)
- النيشان البافاري الماكسيميلياني للعلوم والفن (1906)
- عضوية أجنبي في الجمعية الملكية